# Cleopatra (Samira Efendi-sang)
 For alternative betydninger, se Cleopatra (flertydig). (Se også artikler, som begynder med Cleopatra)
"Cleopatra" er en sang indspillet af den aserbajdsjanske sanger Samira Efendi. Den ville have repræsenteret Aserbajdsjan i Eurovision Song Contest 2020. Sangen blev skrevet af Luuk van Beers, Alan Roy Scott og Sarah Lake og beskæftiger refrain "Namu Myōhō Renge Kyō", som er et centralt mantra fra Nichiren-buddisme.